# Friedrich Wilhelm Rogge
Friedrich Wilhelm Rogge (* 12. November 1808 in Rankendorf; † 24. März 1889 in Frankfurt am Main) war ein deutscher Dichter.

## Leben
Unehelich geboren, floh Rogge siebenjährig vor seinem Stiefvater und schlug sich als Hütejunge durch, bis er elfjährig eine Lehre beginnen und somit auch die Schule besuchen konnte. Nach dem erfolgreichen Besuch des Johanneums in Lüneburg (Reifezeugnis 1829) studierte er in Göttingen erst Theologie, wandte sich dann aber der Geschichte und den neueren Sprachen zu, ehe er die Universität 1833 ohne Abschluss verließ; in diese Zeit fallen auch seine ersten dichterischen Veröffentlichungen. 1836 hielt sich Rogge in Paris und London auf und lernte dabei Heinrich Heine und Ludwig Börne kennen. Neben seiner Tätigkeit als Dichter arbeitete Rogge als Haus-, Privat und Schullehrer sowie als Bibliothekar und Redakteur; gegen Ende seines Lebens leitete er zeitweise ein Pensionat.

## Werke (Auswahl)
- Gedichte (1830)
- Kaiser Friedrich Barbarossa (1833)
- Krone und Liebe (1838)
- Kaiser Heinrich IV. (1839)
- Buch der Huldigungen (1845)
- Musudoron (1855)
- Aus Westminster-Abtei (1860)
- Ein seltenes Leben von Paul Welf (Autobiographie, 1876)
- Liebeszauber. Elegien (1878)
- Mnemosyne. Blätter der Erinnerung (1885)